# Grabow (water)

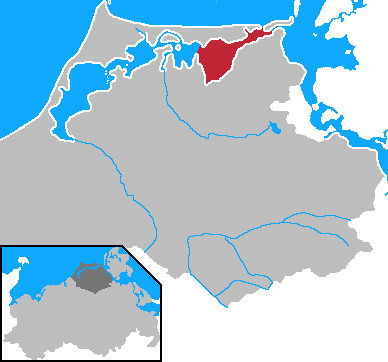
Ligging van de Grabow (rood)

De Grabow is een binnenwater aan de Oostzee en de oostelijkste lagune van de Darß-Zingster Boddenkette langs de noordkust van Duitsland. 
Het ca. 41,5 km² grote water is de oostelijke voortzetting van de Barther Bodden. Het water wordt in het noorden van de Oostzee gescheiden door het oostelijke helft van het voormalige eiland Zingst en de onbewoonde eilandjes Kleine Werder en Bock. Tussen Kleine Werder en Bock bevinden zich doorgangen naar de Oostzee. Zuidelijk van Bock is de Grabow verbonden met de wateren van de Westrügener Boddenkette.
De noordelijke helft van de Grabow behoort tot het nationale park Vorpommersche Boddenlandschaft. 
Aan de Grabow, die verhoudingsgewijs diep is, liggen geen grote plaatsen. Bij Dabitz, Zühlendorf, Nisdorf en Kinnbackenhagen, alle gelegen op het vasteland, bevinden zich haventjes.